# Deeper and Deeper
„Deeper and Deeper“ е вторият сингъл от албума Erotica на Мадона. Пусната е на пазара в края на 1992. Това е най-динамичната денс-песен от албума. Със своите фламенго ритми и леки препратки към хита на Мадона от 1990 Vogue парчето не те оставя безразличен към него.
Текстът е резултат от съвместната дейност на Мадона, Шеп Петибоун и Тони Шимкин. Продуциран е от Мадона и Шеп, а бекинг вокалите са на нейните дългогодишни беквокалистки Ники Харис и Дона ДеЛори. Зарядът на песента е оптимистичен, настроението е като в лятна петъчна вечер, когато целият свят се готви за купон и разпускане. Романтиката и страстта сякаш са втъкани във всеки един такт от Deeper and Deeper.

## Чарт-успехите на Deeper and Deeper
В САЩ сингълът достига до 7-а позиция в чарта на Билборд, във Великобритания достига до 6-а позиция, а в Канада доминира чартовете в продължение на 3 седмици. Заради раздвижения си ритъм песента получава висок еърплей и достига до номер 1 в Hot Dance/Club Play chart.

## Видеото
Видеото на Deeper and Deeper е режисиранот от порнорежисьора Боби Уудс. То ни препраща към златните, хипарски години на Холивуд и Ел Ей. Действието се развива някъде през 60-те години на 20 век и ни показва как една екстравагантно облечена Мадона купонясва и флиртува с приятели и непознати. Деби Мазар, една от дългогодишните (интимни) приятелки на Мадона също участва в клипа. В някои от сцените се показват кадри, в които като че ли Мадона участва в ъндърграунд култ, но те само допринасят още повече за романтиката и веселото, мистично настроение на парчето и клипа.

## Изпълнение наThe Girlie ShowWorld Tour 1993
Мадона и нейните беквокали излизат на сцената с големи бухнали афроамерикански перуки и лескави диско 70-тарски дрехи. Изпълнението на Express Yourself прелива в Deeper and Deeper.
Дамите издигат своите трели под ритъма на David's Klub Mix ремикс на песента. По средата на изпълнението един мним фен скача на сцената, опитвайки се да „открадне шоуто“, но когато разкъсва дрехите си, става ясно, че е един от танцьорите. След него и другите танцьори се качват на сцената, облечени в ярки хипи дрехи, и купонът продължава.

## Изпълнение наRe-Invention TourWorld Tour 2004
Със сигурност това е най-променената от оригинала песен, която Мадона изпълни на това турне.
Жаркият денс-фламенко ритъм е заменен от не по-малко страстен есид джаз. На това изпълнение Мадона разгръща силата на гласа си в пълната му мощ.